# Claus Eftevaag
Claus Eftevaag (Kristiansand, 20 december 1969) is een voormalig Noors voetballer, die speelde als verdediger. Hij beëindigde zijn actieve loopbaan in 1998 bij de Belgische club Lierse SK.

## Interlandcarrière
Eftevaag kwam in totaal drie keer uit voor de nationale ploeg van Noorwegen in de periode 1990–1995. Onder leiding van bondscoach Egil Olsen maakte hij zijn debuut op 7 november 1990 in het vriendschappelijke duel tegen Tunesië (1-3) in Bizerte, net als Erik Mykland (IK Start), Tor André Grenersen (FK Mjølner), Kåre Ingebrigtsen (Rosenborg BK) en Einar Rossbach (Tromsø IL).